# Живи быстро, умри молодым
«Живи быстро, умри молодым» (англ. Live fast, die young) — неофициальный лозунг части представителей рок-музыки и панк-субкультуры. Установка, согласно которой следует прожить яркую, насыщенную событиями, но короткую жизнь и умереть молодым.
Фраза «Live fast, die young», вместе с лозунгом «Sex, drugs and rock and roll» стали девизом части поколения 50-х — 60-х годов XX века и являются олицетворением жизни многих рок-кумиров, актёров, представителей богемы, придерживавшихся этого стиля жизни.

## Происхождение
В массовой культуре фраза впервые встречается в конце 40-х годов. Она была произнесена героем нуар-фильма «Стучись в любую дверь» (1949), малолетним преступником Ником Романо в исполнении Джона Дерека, и в оригинале звучит так: «Live fast, die young, leave a good-looking corpse» — «Живи быстро, умри молодым, оставь красивый труп».

## Вариации
Так как фраза стала культовой, она и её варианты часто используются в массовой культуре в качестве названия фильмов, песен, альбомов и пр.
Иногда фразу и обыгрывают иронически: к примеру, магазин Вивьен Вествуд и Малкольма Макларена на Кингс Роуд назывался «Too Fast to Live, Too Young to Die» (Слишком быстр, чтобы жить, слишком молод, чтобы умереть).